# 未來卡片 戰鬥夥伴
《未來卡片 戰鬥夥伴》（日语：フューチャーカード バディファイト）是由日本BUSHIROAD公司開發的一款集換式卡牌對戰遊戲，其號稱為「武士道史上最大作戰」、「本世紀最強TCG」。這部作品的漫畫版最先於2013年11月在《快樂龍》12月號連載。而動畫版則於2014年1月4日起在愛知電視台等電視台首播第一期動畫至2015年4月4日，並於2015年4月11日起以《未來卡片 戰鬥夥伴100》開始播映第二期動畫，从2016年4月2日起以《未來卡片 戰鬥夥伴DDD》开始播映第三期动画，并从2017年4月1日开始以《未來卡片 戰鬥夥伴X》开始播映最新的第四期动画。2018年6月2日开始播出新系列动画《未來卡片 神戰鬥夥伴》。2020年6月16日武士道宣布2020年8月11日发售特别包「Revival Buddies」之后停止相关的商品展开。

## 背景故事
在2030年，異世界通過卡片遊戲「BUDDYFIGHT」與地球聯繫起來。異世界的怪物們在日常生活中為普遍的存在，它們會選擇一個地球人作為夥伴在卡片遊戲中戰鬥。

## 人物介紹

### 主要角色
未門牙王（聲優：水野麻里絵；台灣：石薇）
故事主角，夥伴學園小六生，個性滿腔熱血、衝動行事，自稱為太陽番長，喜歡吃章魚燒。
事實上剛踏入夥伴戰鬥領域不久，但手上持有數一數二最強的卡片「武裝騎龍」。
地下城卡片「太陽的勇者牙王」、「傳說中的鬥士牙王」與本人長的相似。(動畫未出現)
19話準備與玄馬對戰前，從媽媽那裡獲得了當初玄馬贈送給陽太的卡片「太陽拳－烈陽衝擊」(與夥伴連攜攻擊時攻擊力變為無限大)。
因德拉姆曾去修行，有著喚龍世界卡組、魔法世界卡組、地下城卡組、疾風迅雷騎士團卡組。
早期因為德拉姆無法飛翔而遲遲無法使用夥伴技能，於31話相信德拉姆能飛翔而開啟了夥伴技能，41話與山崎大衛對戰時自身開啟了未來力量。
與翼空戰鬥過，翼空為了表示好勁敵的證明而贈送「巨大制裁者巨劍」，而自己則贈送「龍之勇氣」為回禮，於41話進化為「轟斬！巨大制裁者巨劍」。
於未來卡片 戰鬥夥伴100中開始使用英雄世界卡組。
常常出場(太陽番長)台詞：火焰燃燒黑暗，太陽照亮人心，太陽番長就在這裡。
於未來卡片 戰鬥夥伴DDD中開始使用太陽龍卡組
龍炎寺翼空（聲優：齐藤壮马）
戰力高強的天才卡片對戰者，也是牙王初期的夥伴之一與學習對象。也是年紀最輕的夥伴警察，使用喚龍世界卡組(煉獄騎士時使用暗黑龍世界卡組)。
地下城卡片「傳說中的勇者翼空」與本人長的相似。
13話為打敗超武裝騎龍－流電翎羽龍，與傑克刀龍結合力量創造出卡片「戰龍制裁者巨劍」。
44話時被響也打敗見識到災厄力量的強大，從而成為使用災厄力量的「煉獄騎士」，並有新的卡片「闇邪制裁者巨劍」。
61話時為守護傑克刀龍以抵抗災厄力量而恢復原狀。
於未來卡片 戰鬥夥伴100中開始使用星龍世界卡組。
大盛爆（聲優：森嶋秀太）
牙王的夥伴同時也是排列卡組的專家，經常性吃不飽，身邊常拎著一箱工具，和宇木是青梅竹馬的關係。
地下城卡片「工匠阿爆」與本人長的相似。
宇木潛（聲優：佐佐木未來）
牙王的同學同時也是卡片分析師，雖然不遊玩卡片戰鬥，但擁有各種卡片屬性的豐富知識，經常攜帶蒐集與分析資料用的平板電腦。
地下城卡片「賢者小潛」與本人長的相似。
黑岳哲也（聲優：山本和臣）
性格開朗友善，雖然一開始常吃下敗陣，但也在夥伴卡片阿斯摩太的鼓舞下屢敗屢戰，使用魔法世界卡組。
地下城卡片「舞蹈魔術師哲也」與本人長的相似。
喜愛饒舌樂。與阿斯摩太共同編了舞蹈。
37話與朽繩照美戰鬥過後，再次於48話時對戰，並成為好友。

### 對手角色

#### 主要對手
虎堂升（聲優：橘田泉；台灣：張乃文）
牙王的同學，口頭上雖然對牙王常常冷嘲熱諷的，但也將牙王視為可敬的對手，使用喚龍世界卡組(龍騎士)。
15話出國海外留學，於47話回歸日本，並在51話回歸日本後第一場比賽打贏轟鬼玄馬。
身穿虎紋衫，但常常被大家說成貓紋杉。
奈奈菜友子（聲優：德井青空；台灣：張乃文）
隸屬於夥伴學園廣播社，通常擔任對戰實況轉播主持人。使用英雄世界卡組。
49話變為夥伴鬥士與牙王戰鬥。
冰龍桐（聲優：寺川愛美）
從小四就開始崇拜牙王，因而轉入牙王的班級。24話時被荒神狼牙捉到戰國學園，使用危機世界卡組(死神時使用傳奇世界卡組)。
38話因爸爸工作而轉學至普宮第二小學，同時遇見山崎大衛而接受災厄力量成為「死神」。
44話再次與牙王戰鬥，戰敗同時被牙王所感動而恢復原狀，也有夥伴冰刃小丑，但夥伴常常講冷笑話。
荒神狼牙（聲優：廣田稔）
學園中具有威脅性的人物，在夥伴學園退學後轉校到跟相棒學園對立的戰國學園。
災厄軍團人物之一，使用危機世界卡組。
小時候與響也戰鬥過，之後成為像兄弟間的關係。但實際上響也只是利用他而已。
祠堂孫六（聲優：財滿健太）
夥伴學園中學部學生會長。災厄軍團人物之一。
使用暗黑龍世界。
蘇菲亞·薩哈羅夫（聲優：能登麻美子）
夥伴學園中學部學生會副會長，俄羅斯人。災厄軍團人物之一。
夥伴為星神阿斯特賴俄斯，使用傳奇世界。
如月斬夜（聲優：齋賀光希）
文武雙全的軍裝少年，擁有全年級卡片戰鬥實力第一的力量，使用刀刃世界卡組。
看見女人接近自己有極大的恐懼，47話與天野鈴鈴羽戰鬥因慌張而頻頻失誤導致戰敗。
如月曉（聲優：三森鈴子）
斬夜的弟弟，穿著忍者服裝。
天野鈴鈴羽（聲優：高橋美佳子）
大財閥「天野鈴」的千金大小姐，擁有巨大飛行要塞「天空房間」，使用魔法世界卡組。
擁有魔法卡「大魔法－爺爺的古老大鐘」，在自己回合結束後可直接接續再進行自己一回合。
富士宮風音（聲優：本多真梨子）
活潑好動的卡片戰鬥者，希望在對戰中交朋友，目標為結交一百個朋友。
在城堡中排名第一，使用地下城卡組。
花薔薇艾爾夫（聲優：三宅健太）
災厄軍團人物之一，身為男人卻像女人一樣的語氣與姿勢，常帶著粉妝盒。
早期扮成教師潛入夥伴學園偵查牙王的情報。似乎在研究著什麼。
有著很有趣的語尾腔調「C－」，例如：うつくしC－。
山崎大衛（聲優：陶山章央）
災厄軍團人物之一，常常以充滿惡意以及看他人痛苦而開心的歪曲性格的態度，甚至以性格囂張且面善心惡的心態為主出現。
也常常利用口袋裡預藏的卡片使用卑鄙的手段獲勝。
朽繩照美（聲優：藤堂真衣；台灣：張乃文）
災厄軍團人物之一，原本對響也抱有好感的態度，後與哲也戰鬥後與哲也成為好友。
剛開始聽見哲也的歌舞常導致頭痛，而在與哲也成為好友後被蘇菲亞奪走記憶。
常被祠堂稱呼為「糟美」，使用傳奇世界卡組。
格里莫林（聲優：津田健次郎）
災厄軍人物之一，團裡的卡組排列專家，真正的身分是阿爆的師兄「大盛烈」。
常常抱著沉著冷靜的態度，即使是響也也一樣的態度，對於夥伴鬥士充滿厭惡。
於56話與牙王對戰後戰敗，間接向格里莫林證明了阿爆的想法。
因使用災厄力量所以能瞬間移動，使用暗黑龍世界卡組。
臥炎響也（聲優：日野聰）
大財團臥炎家族的富二代，同樣也是個具有威脅性的狠角色。官方稱「臥炎」在江戶時代是消防員的意思。
災厄軍團主人物，使用暗黑龍世界卡組。

#### 浪速卡片同好會
禍津刃（聲優：淺利遼太）
中學一年級，也是同年級卡片戰鬥實力數一數二佼佼者，有「無冕之王」的稱號。
剛開始對任何對戰抱持著無關的態度，後來與牙王對戰後被照亮心中的太陽而認真了起來。
與阿爆是認識已久的朋友，使用刀刃世界卡組。
真間雁惠（聲優：橘田泉）
中學一年級，禍津的同伴，擔任情報蒐集任務。

#### 清風會
轟鬼玄馬（聲優：三宅健太）
中學部三年級生，同年實力排名第一，去年的卡片對戰冠軍。
ABC盃時被祠堂給禁閉了起來，後來被解救出來，使用遠古世界卡組。
小時候與牙王的哥哥陽太因緣認識，同時贈送給陽太一張卡「太陽拳－烈陽衝擊」。
土合突男（聲優：木内秀信）
轟鬼的同伴，中學部二年級生，使用危機世界卡組。
長的很像摩艾石像，能駕駛著像摩艾石像的核心裝置飛行，牙王曾說：搭著摩艾石像的摩艾。

#### 戰國學園四鬼將
金蛇（聲優：淺利遼太）
戰國學園的學生宿舍首席幹部，中學三年級。
是當時日本失傳已久的金蛇派忍者末裔，使用刀刃世界卡組。
毛村（聲優：藤原貴弘）
戰國學園中學一年級生，使用傳奇世界卡組。
與轟鬼玄馬因緣而成了好友，之後也與風音對戰後也成為好友。
霧雨正雪（聲優：藤堂真衣；台灣：張乃文）
戰國學園風紀委員長，中學二年級，品學兼優、文武雙全。
罕見使用道具卡為夥伴的人，夥伴為「迪蘭朵」，使用傳奇世界卡組。
曾接受災厄力量而被支配迷失自我，被翼空打敗而恢復，之後獲得「王劍－斷鋼劍」。
手牌之君麻呂（聲優：津田健次郎）
戰國學園學生會長，中學二年級，穿著日本平安時代古裝。
使用傳奇世界卡組。

### 教職員
煮付二世（聲優：川原慶久）
牙王的班導。
蔥之山一束（聲優：江原正士）
牙王班上擔任卡片對戰教學的老師。
真實身分為已退休的夥伴警察「安薩隊長」。
怒野鐵爪（聲優：高木涉）
夥伴學園初等部校長，個性暴躁易怒。
猜拳有如髮型一樣固定出布，所以學生們必勝不敗。
事實上也是夥伴鬥士，夥伴為「魔王－嘉格納」(36話出場)，同時使用地下城卡組。
握拳減混（聲優：安元洋貴）
夥伴學園中等部校長，身兼拳擊社名譽顧問。

### 主角家人
未門涼實（聲優：七緒はるひ）
牙王的母親。一名堅強的武道家，代替丈夫繼承合氣流術未門流，是家裡的精神支柱。現在在美國分家支援指導。
未門隆（聲優：川原慶久）
牙王的父親。才能不如妻子出眾，但總是默默守護著子女的好父親。
未門花子（聲優：三森鈴子）
牙王的妹妹，夥伴學園小三生，崇拜「太陽番長」。
十文字華繪（聲優：七緒はるひ）
涼實的母親，牙王的外祖母，專長為製作章魚燒。
未門陽太
牙王已故的兄長，於五年前病死，得年12歲，家中掛著他的遺照。
臥病期間畫了漫畫「太陽番長」，因而讓牙王與花子非常崇拜。
在「太陽番長」漫畫最後一稿拿給玄馬後，之後便病逝了。

### 其他角色
指揮官I（聲優：高木涉）
維護治安的夥伴警察司令。
瀧原劍（聲優：川原慶久）
夥伴警察主任，經常擔任出勤時的現場指揮官。
史黛拉·華生（聲優：七緒はるひ）
夥伴警察通訊員，為生於京都的英國人，因此她的日文口音有京都腔調。
城堡店長（聲優：木內秀信）
卡片專賣店「城堡」的店長。
其他客串者...
參見卡片鬥爭!! 先導者、偵探歌劇 少女福爾摩斯

## 登場卡片

### 主要角色持有卡片
德拉姆邦克龍（聲優：大畑伸太郎；台灣：劉明勳）
未門牙王所持有的卡片，全身披著黃銅裝甲，戰力數一數二頗強。
第一次吃到布丁深深喜愛，以及章魚燒。
可變為喚龍世界的迅雷騎士團・德拉姆邦克龍、魔法世界的龍巫師・德拉姆邦克龍、地下城世界的勇者・德拉姆。
在第52集瞭解了自己的父親所說的話並進化為德拉姆擊破龍。
傑克刀龍（聲優：安元洋貴）
龍炎寺翼空所持有的卡片，頭盔上有長而尖銳的刺刀。
魔王阿斯摩太（聲優：太田哲治）
黑岳哲也所持有的卡片，外觀酷似嘻哈饒舌樂手。
可變為危機世界的裝甲騎士・阿斯摩太。

### 對手角色持有卡片
火星人幽浮章魚助（聲優：小池有紀）
奈奈菜友子所持有的卡片，外觀為搭乘飛碟、拎著一台錄影機的火星人。
阿瑪奈特·地獄三頭犬A（聲優：寺島惇太）
荒神狼牙所持有的卡片，外觀為巨大地獄三頭犬，具有飛行能力並配備多種武器。
魔法卡「暗紡靈魂」，與地獄三頭犬A魔裝合體可打出5點攻擊力。
龍騎士唐吉軻德（聲優：陶山章央）
虎堂升所持有的卡片，以唐吉訶德為造型，騎乘一隻稱作「羅西難得（ロシナンテ）」的龍。
奈米機器忍者月影（聲優：藤堂真衣）
如月斬夜所持有的卡片，全身裝甲包覆著許多的奈米機器人。
包藏禍心闇狐
禍津刃所擁有的卡片，外觀為一個人形狐妖。
世界的中心瑪麗蘇
天野鈴鈴羽所持有的卡片，外觀為愛心造型女性人偶。
格鬥龍惡魔戈鐸（聲優：堂坂晃三）
土合突男所持有的卡片，外觀為半牛半人魔獸。
魔龍阿茲·達哈卡（聲優：有本欽隆）
臥炎響也所持有的卡片，外觀未知。
武神龍王杜埃爾·祖伊卡
轟鬼玄馬所持有的卡片，外觀為長著兩對翅膀的紅色巨龍，被轟鬼譽為「神」一般的存在。
基努斯·阿克希亞（聲優：太田哲治）
原本是臥炎主辦的卡片戰鬥大賽的頭號獎品，但牠一直暗中等待著能夠駕馭牠的人持有。
22話德拉姆解救對他著迷，成為牙王卡片一段時間後，離開去找新的夥伴。
刃翼鳳凰（聲優：齋賀光希）
富士宮風音所持有的卡片，外觀為一隻機械巨鳥。
西爾芙（聲優：高橋美佳子）
毛村所持有的卡片，外觀為一名女性精靈。

## 電視動畫

### 製作人員
- 製作總指揮：木谷高明
- 企劃、原案：Bushiroad、（第2期）、小学馆（第3期-4.5期）
- 原作：池田芳正（第1期）、田村光久/小学馆（第三期-新系列）、Bushiroad
- 漫畫連載：月刊CoroCoro Comic（小學館刊）
- 監督：池田重隆
- 系列構成：赤星政尚（第1期-第3期）、藤田伸三（第4期 - 第4.5期）、川崎裕之（新系列）
- 角色原案：Quily
- 角色設定：小野和美（第1期）→小澤久美子（第2期）
- 美術監督：高木佑梨
- 攝影監督：堀野大輔
- 音響監督：蝦名恭範
- CGI監督：那須基仁（第1期）→瀨尾太（第2期）
- 色彩設計：小島真喜子
- 編集：松村正宏
- 音樂：都田和志、葉山拓亮（第1期、第2期第1－13話）→山本茂（第2期第14－話）
- 音樂監製：榎澤祐一
- 音樂製作：Ace Crew Entertainment
- 動畫製作：OLM、XEBEC
- 製作：愛知電視台、dentsu、OLM

### 主題曲
第1期
- 片頭曲

「Card of the Future」（第1－46話）
作詞、作曲：YOFFY，編曲：大石憲一郎，歌：PSYCHIC LOVER×Suara
（第47－64話）
作詞：畑亞貴，作曲、編曲：高木隆次，歌：未門牙王（水野麻里絵）、Morishi（大盛爆役 森嶋秀太）
- 片尾曲

「Buddy Buddy Fight!」（第1－24話）
作詞：畑亞貴，作曲、編曲：山口朗彥，歌：奈奈菜友子（德井青空）
（第25－46話）
作詞：，作曲、編曲：山口朗彥，歌：奈奈菜友子（德井青空）
（第47－64話）
作詞：溝口貴紀，作曲：太田雅友，編曲：EFFY，歌：未門花子（三森鈴子）
第2期
- 片頭曲

「Luminize」（第1－21話）
作詞、作曲、編曲：八木沼悟志，歌：fripSide
「Beyond the limits」（第22－50話）
作詞：藤林聖子，作曲：YOFFY，編曲：大石憲一郎，歌：高橋秀幸
- 片尾曲

「Buddy Lights」（第1－21話）
作詞：坂井龍二，作曲：山崎真吾，編曲：安岡洋一郎，歌：龍炎寺翼空（齊藤壯馬）
（第22－50話）
作詞：，作曲、編曲：前山田健一，歌：少女福爾摩斯
- 插曲

「GO GO BUDDY!!」（第26、29、30話）
作詞、作曲、編曲：山崎真吾，歌：高橋秀幸
第3期
- 片頭曲

（第1－27話）
作詞、歌：夏代孝明，作曲：hirao（SpiralS）、安達練，編曲：安達練
（第28話 - 第51話）
作詞 - 内田直孝（Rhythmic Toy World） / 作曲 - 澁谷文仁 / 編曲 - 河合英嗣 / 歌 - 蒼井翔太
- 片尾曲

（第1－27話）
作詞：，作曲、編曲：山口朗彥，歌：奈奈菜友子（德井青空）
（第28話 - 第39話）
作詞 - 畑亜貴 / 作曲・編曲 - 太田雅友（SCREEN mode） / 歌 - 相羽あいな
（第40話 - 第51話）
作詞 - Leondre Devries and Charlie Lenehan / 作曲 - Kazushi Miyakoda / mixinc. / 編曲 - mixinc. / Alex Wharton / 歌 - バーズ & メロディー（rhythm ZONE）
- 插曲

「Card of the Future」（第48話）
作詞・作曲 - YOFFY / 編曲 - 大石憲一郎 / 歌 - サイキックラバー×Suara
「クロノグラフ」（第51話）
作詞・歌 - 夏代孝明 / 作曲 - hirao（SpiralS）・安達練 / 編曲 - 安達練
第4期
- 片头曲

「Brave Soul Fight!」（第1話 - 第29話）
作詞・作曲 - Motokiyo / 編曲 - 河合英嗣 / 歌 - 奈々菜パル子（徳井青空）&もりしー（大盛爆役 森嶋秀太）
「バディファイト×バディファイター」（第30話 - 第60話）
作詞 - 都田和志 / 作曲 - 篤永猛彦・都田和志 / 編曲 - 篤永猛彦 /  歌 - 城田純

- 片尾曲

「向い風にファイト!」（第1話 - 第29話）
作詞 - 岩里祐穂 / 作曲・編曲 - Tomokazu Nishiumi / 歌 - 木下綾菜
「B.O.F」（第30話 - 第60話）
作詞 - 中村航 / 作曲 - DAIGO / 編曲 - 宅見将典 / 歌 - Poppin' Party（戸山香澄（愛美）、花園たえ（大塚紗英）、牛込りみ（西本りみ）、山吹沙綾（大橋彩香）、市ヶ谷有咲（伊藤彩沙））
- 插曲

「Brave Soul Fight!」（第29・52・60話）
作詞・作曲 - Motokiyo / 編曲 - 河合英嗣 / 歌 - 奈々菜パル子（徳井青空）&もりしー（大盛爆役 森嶋秀太）
「都市伝説ロボ ハナコWCの歌」（第45話）
歌 - 川原慶久
新系列
- 片头曲

「最高（さあ行こう）！」（第1話 - 第47話）
作詞 - 中村航 / 作曲・編曲 - 藤田淳平 / 歌 - Poppin'Party（戸山香澄〈愛美〉、花園たえ〈大塚紗英〉、牛込りみ〈西本りみ〉、山吹沙綾〈大橋彩香〉、市ヶ谷有咲〈伊藤彩沙〉）
- 片尾曲

「バディ☆ファニーDAYS」（第1話 - 第22話）
作詞・作曲・編曲 - 山崎真吾 / 歌 - 未門友牙（真野拓実）&星詠スバル（小林大紀）&陸王マサト（森嶋秀太）
「虹の約束」（第23話 - 第47話）
作詞 - Soflan Daichi / 作曲 - 安保友喜 / 編曲 - 安岡洋一郎 / 歌 - 森嶋秀太

### 各話列表
| 話數    | 日文標題                                             | 中文標題）                   | 劇本              | 分鏡              | 演出                | 作畫監督                                                                         |
| 第1期   | 第1期                                                | 第1期                        | 第1期             | 第1期             | 第1期               | 第1期                                                                            |
| ------- | ---------------------------------------------------- | ---------------------------- | ----------------- | ----------------- | ------------------- | -------------------------------------------------------------------------------- |
| 第1話   |                                                      | 牙王，怒吼吧                 | 赤星政尚          | 池田重隆          | 黑田幸生            | 鷲田敏彌、小澤久美子 沓澤洋子                                                    |
| 第2話   |                                                      | 光子化，爆龍                 | 赤星政尚          | 池田重隆          | 近藤一英            | 辻浩樹、橋本克己                                                                 |
| 第3話   |                                                      | 與惡魔共舞的鬥士             | 西園悟            | 森義博            | 淺見松雄            | 鎌田均、中山初繪 大久保修、飯飼一幸                                              |
| 第4話   |                                                      | 體驗，這就是夥伴戰鬥         |                   | 池田重隆          | 高田昌宏            | 室山祥子、楠木智子 五月麻帆、辻浩樹                                              |
| 第5話   |                                                      | 未來力量，發光吧             | 會川昇            | 田所修            | 高橋秀彌            | 新保卓郎、水野辰哉                                                               |
| 第6話   |                                                      | 強襲，荒神狼牙               | 會川昇            | 川村伸二          | 川村伸二            | 飯田清貴、高橋敦子 上山賢太郎                                                    |
| 第7話   |                                                      | 卡組排列家是勝利的夥伴       | 西園悟            | 福富博            | 秦義人              | 辻浩樹、德田拓也 萩原省智                                                        |
| 第8話   |                                                      | 突破吧，最終預賽             | 赤星政尚          | 池田重隆          | 山崎茂              | 小海雄司                                                                         |
| 第9話   |                                                      | 被偷走的爆龍                 | 赤星政尚          | 佐藤光敏          | 田中宏              | 沓澤洋子、鷲田敏彌 小澤久美子                                                    |
| 第10話  |                                                      | 英雄們的卡片                 | 會川昇            | 前園文夫          | 近藤一英            | 辻浩樹、五月麻帆 板倉健、德田拓也 原田峰文                                       |
| 第11話  |                                                      | 開幕，夥伴盃                 | 西園悟            | 田所修            | 川崎豐              | 小海雄司、水野辰哉                                                               |
| 第12話  |                                                      | 力量對忍法，並吞還是被斬殺   |                   | 福富博            | 松本佳久            | 辻浩樹、德田拓也 橋本純一、服部憲知                                              |
| 第13話  |                                                      | 靈魂之絆，戰龍制裁者巨劍     | 會川昇            | 坂田純一          | 外山草              | 水野辰哉                                                                         |
| 第14話  |                                                      | 高潔之心，與龍騎士共戰       | 赤星政尚          | 石踊宏            | 又野弘道            | 飯田清貴、高橋敦子 榎本勝紀、上山賢太郎                                          |
| 第15話  |                                                      | 猛虎將馳騁千里               |                   | 前園文夫          | 近藤一英            | 水野辰哉、五月麻帆 辻浩樹                                                        |
| 第16話  |                                                      | 秘技爆裂，刀刃世界大決戰     | 西園悟            | 山崎茂            | 山崎茂              | 小海雄司、後藤孝宏                                                               |
| 第17話  |                                                      | ABC盃決賽，地下迷宮大冒險    | 會川昇            | 高橋秀彌          | 高橋秀彌            | 鷲田敏彌、小澤久美子 沓澤洋子                                                    |
| 第18話  |                                                      | 威脅，決勝者                 | 赤星政尚          |                   | 松本佳久            | 德田拓也、辻浩樹                                                                 |
| 第19話  |                                                      | 哥哥留下的卡片               | 西園悟            | 松井仁之          | 外山草              | 水野辰哉                                                                         |
| 第20話  |                                                      | 召喚奇蹟，太陽之拳           | 赤星政尚          | 池田重隆          | 近藤一英            | 室山祥子、楠木智子 辻浩樹、德田拓也                                              |
| 第21話  |                                                      | 夥伴怪獸大集合               | 會川昇            | 羽原久美子        | 川崎豊              | 鷲田敏彌、小澤久美子 沓澤洋子                                                    |
| 第22話  |                                                      | 惡魔的力量，災厄力量         | 會川昇            | 又野弘道          | 又野弘道            | 飯田清貴、高橋敦子 上山賢太郎                                                    |
| 第23話  |                                                      | 勇者難當，德拉姆的大冒險     |                   | 池田重隆          | 加戶譽夫            | 新保卓郎、水野辰哉                                                               |
| 第24話  |                                                      | 朋友100人，地下城世界        | 赤星政尚          | 土屋日            | 山崎茂              | 小海雄司、後藤孝宏                                                               |
| 第25話  |                                                      | 地獄的學校，戰國學園         | 西園悟            | 田所修            | 鈴木裕輔            | 板倉健、原田峰文 五月麻帆                                                        |
| 第26話  |                                                      | 傳奇世界的挑戰               |                   | 高橋秀彌          | 古賀一臣            | 中野彰子                                                                         |
| 第27話  |                                                      | 是朋友就全力戰鬥             | 松本佳久          | 松本佳久          | 辻浩樹、德田拓也    |                                                                                  |
| 第28話  |                                                      | 忍者對決，名為夢想的羽翼     | 會川昇            | 坂田純一          | 又野弘道            | 沓澤洋子、鷲田敏彌 小澤久美子                                                    |
| 第29話  |                                                      | 一決勝負，超級爆裂鑽頭       | 赤星政尚          | 池田重隆          | 中重俊祐            | 室山祥子                                                                         |
| 第30話  |                                                      | 無敵劍士，霧雨正雪           | 西園悟            | 土屋日            | 山崎茂              | 小海雄司、 飯塚葉子、後藤孝宏                                                    |
| 第31話  |                                                      | 牙王，夥伴技能覺醒           | 西園悟            |                   |                     | 新保卓郎、水野辰哉                                                               |
| 第32話  |                                                      | 最強，王劍斷鋼劍             | 會川昇            | 前園文夫          | 近藤一英            | 辻浩樹、德田拓也                                                                 |
| 第33話  |                                                      | 逆襲，荒神狼牙               | 赤星政尚          | 池田重隆          | 筑紫大介            | 水野辰哉、沓澤洋子                                                               |
| 第34話  |                                                      | 黑暗軍團，災厄               | 赤星政尚          | 高橋秀彌          | 鈴木裕輔            | 板倉健、高橋慶江 能條理行、入江崇                                                |
| 第35話  |                                                      | 神秘的英雄，安薩隊長         |                   | 田所修            | 山崎茂              | 小海雄司、 山崎愛                                                                |
| 第36話  |                                                      | 怒野校長的絕妙地下城         | 西園悟            | 松井仁之          | 松本佳久            | 辻浩樹、德田拓也                                                                 |
| 第37話  |                                                      | 帶著美杜莎的女人             | 赤星政尚          | 古賀一臣          | 古賀一臣            | 中野彰子                                                                         |
| 第38話  |                                                      | 命運的魔狼芬里爾             | 西園悟            | 坂田純一          | 近藤一英            | 土信田和幸、小田多惠子 五月麻帆                                                  |
| 第39話  |                                                      | 敬啟者，牙王                 |                   | 松本佳久          | 中重俊祐            | 室山祥子、野中美希 曾我部智紗                                                    |
| 第40話  |                                                      | 恐怖，暗黑龍世界             | 赤星政尚          | 佐藤雄三          | 又野弘道            | 新保卓郎、水野辰哉                                                               |
| 第41話  |                                                      | 炸裂，轟斬，巨大制裁者，巨劍 | 川崎裕之          | 寺田和男          | 近藤一英            | 辻浩樹、德田拓也 高橋慶江                                                        |
| 第42話  |                                                      | 逢魔之刻，死神來             | 西園悟            | 飯田崇            | 山崎茂              | 小海雄司、 山崎愛、桜井正明                                                      |
| 第43話  |                                                      | 翼空的覺悟，訣別夥伴警察     | 會川昇            | 森健              | 松本佳久            | 沓澤洋子、新保卓郎 水野辰哉、高橋敦子                                            |
| 第44話  |                                                      | 二對一的死鬥，傑克的超進化   | 會川昇            | 森健              | 近藤一英            | 辻浩樹、德田拓也 高橋慶江                                                        |
| 第45話  |                                                      | 光子化，爆龍牙               |                   | 岩間貴            | 古賀一臣            | 中野彰子、                                                                       |
| 第46話  |                                                      | 誕生，新生太陽子彈           | 赤星政尚          | 坂田純一          | 又野弘道            | 瀬谷新二                                                                         |
| 第47話  |                                                      | 世紀祭典，臥炎盃               | 西園悟            | 松本佳久          | 中重俊祐            | 室山祥子、野中美希 高橋慶江、萩原省智 臼田美夫                                   |
| 第48話  |                                                      | 舞蹈戰鬥，魔王對美杜莎       | 西園悟            | 飯田崇            | 山崎茂              | 小海雄司、                                                                       |
| 第49話  |                                                      | 和奈奈菜，實況戰鬥           | 川崎裕之          | 森健              | 鈴木裕輔            | 萩原省智、高橋慶江                                                               |
| 第50話  |                                                      | 煉獄隊的進擊                 | 赤星政尚          | 坂田純一          | 工藤寛顕            | 波風立志                                                                         |
| 第51話  |                                                      | 歸國之虎，那場戰鬥是命運     | 會川昇            | 高田耕一          | 古賀一臣            | 、                                                                               |
| 第52話  |                                                      | 向父親挑戰，德拉姆擊破龍     |                   | 森健              | 又野弘道            | 水野辰哉                                                                         |
| 第53話  |                                                      | 絕無之劍，扭曲制裁者         | 赤星政尚          | 飯田崇            | 山崎茂              |                                                                                  |
| 第54話  |                                                      | 狼對狐，這是男人的決心       | 會川昇            | 坂田純一          | 近藤一英            | 德田拓也、臼田美夫                                                               |
| 第55話  |                                                      | 哲也孤立無援，太陽子彈隊崩壞 | 西園悟            | 松本佳久          | 松本佳久            | 下地彩加、洪範錫 柳民知                                                          |
| 第56話  |                                                      | 師徒對決，死亡重金對爆龍牙   | 川崎裕之          | 森健              |                     | 水野辰哉                                                                         |
| 第57話  |                                                      | 奪回夥伴警察大作戰           |                   | 田所修            | 古賀一臣            | 、                                                                               |
| 第58話  |                                                      | 臥炎盃決賽，哲也的選擇       | 西園悟            | 高田耕一          | 工藤寬顯            | 波風立志                                                                         |
| 第59話  |                                                      | 狼牙，友情破滅               | 川崎裕之          | 坂田純一          | 鈴木裕輔            | 萩原省智、高橋慶江 辻浩樹、臼田美夫                                              |
| 第60話  |                                                      | 龍炎寺翼空對未門牙王         | 會川昇            | 森健              | 又野弘道            | 水野辰哉                                                                         |
| 第61話  |                                                      | 永遠的對手們                 | 會川昇            | 高田耕一          | 中重俊祐            | 楠木智子                                                                         |
| 第62話  |                                                      | 響也的世界                   | 赤星政尚          | 松本佳久          | 松本佳久            | 下地彩加、洪範錫 柳民知                                                          |
| 第63話  |                                                      | 宣告末日之人                 |                   | 飯田崇            | 山崎茂              |                                                                                  |
| 第64話  |                                                      | 施放，未來卡片               | 赤星政尚          | 坂田純一          | 鈴木裕輔            | 水野辰哉                                                                         |
| 第2期   |                                                      |                              |                   |                   |                     |                                                                                  |
| 第1話   |                                                      |                              | 赤星政尚          | 池田重隆          | 又野弘道            | 鷲田敏彌、沓澤洋子 高橋敦子                                                      |
| 第2話   |                                                      |                              | 西園悟            | 森健              | 近藤一英            | 辻浩樹、德田拓也                                                                 |
| 第3話   |                                                      |                              | 赤星政尚          | 飯田崇            | 吳唯男              | 小海雄司                                                                         |
| 第4話   |                                                      |                              |                   | 湖川友謙          | 松本佳久            | 清水陽一、李東益 朴昌煥                                                          |
| 第5話   |                                                      |                              | 西園悟            | 森健              | 工藤寬顯            | 波風立志                                                                         |
| 第6話   |                                                      |                              | 川崎裕之          | 佐藤雄三          | 又野弘道            | 李東益、朴昌煥 勝亦祥視                                                          |
| 第7話   |                                                      |                              | 赤星政尚          | 飯田崇            | 徐惠真              | 柳民知、岡辰也                                                                   |
| 第8話   |                                                      |                              | 赤星政尚          | 森健              | 宮澤良太            | 中野彰子、半田大貴                                                               |
| 第9話   |                                                      |                              | 赤星政尚          | 飯田崇            | 山崎茂              |                                                                                  |
| 第10話  |                                                      |                              | 西園悟            | 中重俊祐          | 中重俊祐            | 楠木智子、李東益 朴昌煥                                                          |
| 第11話  |                                                      |                              | 川崎裕之          | 高橋秀彌          |                     | 水野辰哉                                                                         |
| 第12話  |                                                      |                              | 西園悟            | 坂田純一          | 近藤一英            | 辻浩樹、德田拓也                                                                 |
| 第13話  |                                                      |                              | 西園悟            | 高橋滋春          | 工藤寬顯            | 波風立志                                                                         |
| 第14話  |                                                      |                              |                   | 飯田崇            | 吳唯男              | 小海雄司、佐藤道雄                                                               |
| 第15話  |                                                      |                              | 西園悟            | 森健              | 長澤剛              | 清水陽一、西田正義 橋本純一、鷲田敏彌 齊藤千比呂                                 |
| 第16話  |                                                      |                              | 川崎裕之          | 又野弘道          | 又野弘道            | 水野辰哉                                                                         |
| 第17話  |                                                      |                              | 赤星政尚          | 森健              | 鈴木裕輔            | 高橋慶江、五月麻帆 李東益、朴昌煥                                                |
| 第18話  |                                                      |                              |                   | 飯田崇            | 山崎茂              |                                                                                  |
| 第19話  |                                                      |                              | 西園悟            | 工藤寬顯          | 徐惠真              | 岡辰也、柳民知 下地彩加                                                          |
| 第20話  |                                                      |                              | 川崎裕之          | 榎本明廣          | 安部元宏            | 鷲田敏彌、齊藤千比呂 李東益、朴昌煥                                              |
| 第21話  |                                                      |                              | 赤星政尚          | 森健              | 近藤一英            | 德田拓也                                                                         |
| 第22話  |                                                      |                              | 西園悟            | 高橋敦史          | 工藤寬顯            | 波風立志                                                                         |
| 第23話  |                                                      |                              | 赤星政尚          | 坂田純一          | 又野弘道            | 西田正義                                                                         |
| 第24話  |                                                      |                              | 川崎裕之          | 飯田崇            | 長濱亘彥            | 小海雄司、柳民知                                                                 |
| 第25話  |                                                      |                              | 赤星政尚          | 高田耕一          | 羽多野浩平          | 安藤正浩                                                                         |
| 第26話  |                                                      |                              | 赤星政尚          | 飯田崇            | 鈴木裕輔            | 橋本純一、松本昌代 清水陽一、李東益 朴昌煥                                       |
| 第27話  |                                                      |                              |                   | 田所修            | 近藤一英            | 五月麻帆、高橋慶江                                                               |
| 第28話  |                                                      |                              | 西園悟            | 森健              | 安部元宏            | 水野辰哉、李東益 朴昌煥                                                          |
| 第29話  |                                                      |                              | 西園悟            | 飯田崇            | 山崎茂              |                                                                                  |
| 第30話  |                                                      |                              | 西園悟            | 松本佳久          | 徐惠真              | 岡辰也、山村俊了                                                                 |
| 第31話  |                                                      |                              | 川崎裕之          | 工藤寬顯          | 近藤一英            | 德田拓也、辻浩樹 高橋慶江                                                        |
| 第32話  |                                                      |                              |                   | 高橋秀彌          | 外山草              | 松本昌代、清水陽一 齊藤千比呂、李東益 朴昌煥                                     |
| 第33話  |                                                      |                              | 赤星政尚          | 西田正義          | 又野弘道            | 西田正義                                                                         |
| 第34話  |                                                      |                              | 赤星政尚          | 森健              | 工藤寬顯            | 波風立志                                                                         |
| 第35話  |                                                      |                              | 西園悟            | 坂田純一          | 羽多野浩平          | 安藤正浩、福世孝明                                                               |
| 第36話  |                                                      |                              | 川崎裕之          | 飯田崇            | 長濱亘彥            | 小海雄司、柳民知                                                                 |
| 第37話  |                                                      |                              | 赤星政尚          | 森健              | 安部元宏            | 橋本純一、清水陽一 松本昌代、李東益 朴昌煥                                       |
| 第38話  |                                                      |                              |                   | 高橋秀彌          | 徐惠真              | 津熊健德、岡辰也 、小澤久美子 松本昌代                                           |
| 第39話  |                                                      |                              | 西園悟            | 松本佳久          | 近藤一英            | 辻浩樹、五月麻帆 高橋慶江                                                        |
| 第40話  |                                                      |                              | 赤星政尚          | 飯田崇            | 又野弘道            | 水野辰哉、李東益 朴昌煥                                                          |
| 第41話  |                                                      |                              | 川崎裕之          | 森健              | 山崎茂              |                                                                                  |
| 第42話  |                                                      |                              | 西園悟            | 高橋秀彌          | 工藤寬顯            | 波風立志                                                                         |
| 第43話  |                                                      |                              | 赤星政尚          | 松本佳久          | 鈴木裕輔            | 德田拓也、李東益 朴昌煥                                                          |
| 第44話  |                                                      |                              |                   | 西田正義          | 又野弘道            | 西田正義                                                                         |
| 第45話  |                                                      |                              | 西園悟            | 石屋義畝          | 羽多野浩平          | 福世孝明                                                                         |
| 第46話  |                                                      |                              | 西園悟            | 高田耕一          | 安部元宏            | 松本昌代、齊藤千比呂 橋本純一、島田英明 李東益、朴昌煥                           |
| 第47話  |                                                      |                              |                   | 飯田崇            | 長濱亘彥            | 小海雄司                                                                         |
| 第48話  |                                                      |                              | 川崎裕之          | 森健              | 近藤一英            | 德田拓也、高橋慶江 辻浩樹                                                        |
| 第49話  |                                                      |                              | 赤星政尚          | 高橋秀彌          | 徐惠真              | 岡辰也、津熊健德 輿石曉、椎葉幹朗 李周鉉                                         |
| 第50話  |                                                      |                              | 赤星政尚          | 坂田純一          | 工藤寬顯            | 波風立志                                                                         |
| 第3期   |                                                      |                              |                   |                   |                     |                                                                                  |
| 第1話   |                                                      |                              | 赤星政尚          | 飯田崇            |                     | 橋本純一、島田英明 齊藤千比呂、松本昌代 山崎愛、小澤久美子 朴昌煥                |
| 第2話   |                                                      |                              | 西園悟            | 高田耕一          | 山崎茂              |                                                                                  |
| 第3話   |                                                      |                              | 山口亮太          | 松本佳久          | 鈴木裕輔            | 高橋慶江、五月麻帆 朴昌煥                                                        |
| 第4話   |                                                      |                              | 川崎裕之          | 近藤一英          | 安部元宏            | 松本昌代、島田英明 橋本純一、三好智志 、清水陽一 高橋慶江                        |
| 第5話   |                                                      |                              |                   | 外山草            | 近藤一英            | 辻浩樹、德田拓也 朴昌煥                                                          |
| 第6話   |                                                      |                              | 赤星政尚          | 飯田崇            | 長濱亘彥            | 小海雄司、森田實                                                                 |
| 第7話   |                                                      |                              | 西園悟            | 高田耕一          | 又野弘道            | 波風立志                                                                         |
| 第8話   |                                                      |                              | 山口亮太          | 高田耕一          | 徐惠真              | 岡辰也、津熊健德                                                                 |
| 第9話   |                                                      |                              | 川崎裕之          | 池田重隆          | 羽多野浩平          | 松本文男                                                                         |
| 第10話  |                                                      |                              |                   | 近藤一英          | 鈴木裕輔            | 高橋慶江、五月麻帆 朴昌煥、入江崇 松本昌代                                       |
| 第11話  | デケェ！番長大決闘!!                                 |                              | 西園悟            | 飯田崇            | 山崎茂              | 小島えり                                                                         |
| 第12話  | ダメダァ！バルバースト・スマッシャー!?               |                              | 赤星政尚          | まつもとよしひさ  | 又野弘道            | 徳田拓也、辻浩樹 朴昌煥、松本昌代 高橋慶江、清水拓磨 輿石暁、服部憲知 宮暁秀     |
| 第13話  | デタァ！無敵竜"リボルテッド"!!                       |                              | 赤星政尚          | 坂田純一          | 横田一平            | 山本径子                                                                         |
| 第14話  | ワッショイ！超東驚大会決勝祭り!!                     |                              | 西園悟            | 川崎ゆたか        | 川崎ゆたか          | 松本昌代、しまだひであき 橋本純一、斉藤千比呂 三好智志、工藤ゆき                 |
| 第15話  | オリャア！グレイトフル・バルラリアット!!             |                              | 西園悟            | 近藤一英          | 東亮佑              | 徳田拓也、辻浩樹 朴昌煥                                                          |
| 第16話  | ショック！斬夜引退宣言!!                             |                              | 山口亮太          | まつもとよしひさ  | ながはまのりひこ    | 鎌田均、粟井重紀 松下純子、服部一郎 岩岡優子                                     |
| 第17話  | ヨーソロォ！日本代表選抜の島へ!!                     |                              | 谷崎あきら        | 飯田崇            | 又野弘道            | 波風立志                                                                         |
| 第18話  | キタキタァー！WBCカップ日本大会!!                    |                              | 赤星政尚          | 坂田純一          | 冨永恒雄            | 松本文男                                                                         |
| 第19話  | マタデタァ！恐怖の天敵ゾディアック!!                 |                              | 川崎ヒロユキ      | 飯田崇            | 徐恵眞              | 岡辰也、津熊健徳 丸山大勝                                                        |
| 第20話  | デンジャー！動き出した狼!!                           |                              | 西園悟            | 徳本善信          | 徳本善信            | 糸島雅彦、三好智志 工藤ゆき                                                      |
| 第21話  | オババッ！五剣天下参上!!                             |                              | 山口亮太          | 近藤一英          | 鈴木裕輔            | 高橋慶江、五月真帆 朴昌煥、松本昌代                                              |
| 第22話  | ウワッ！爆発0秒前!!                                  |                              | 赤星政尚          | まつもとよしひさ  | 山崎茂              | 片岡恵美子、窪敏 粟井重紀                                                        |
| 第23話  | バルゥ！放て、ギャラクティカル・パニッシャー!!       |                              | 谷崎あきら        | 飯田崇            | 又野弘道            | 波風立志                                                                         |
| 第24話  | アチィッ！宿命の灼熱地獄!!                           |                              | 川崎ヒロユキ      | 飯田崇            | 近藤一英            | 徳田拓也、辻浩樹 高橋慶江、竹谷今日子                                            |
| 第25話  | スッゲェ！バルソーサー・オーバーラッシュ!!           |                              | 赤星政尚          | 冨永恒雄          | 冨永恒雄            | 松本文男                                                                         |
| 第26話  | ゴーゴー！バル、怒涛の快進撃!!                       |                              | 西園悟            | 飯田崇            | 東亮佑              | 松本昌代、斉藤千比呂 高橋慶江、橋本純一 工藤ゆき、三好智志                       |
| 第27話  | ガオオォ！これがドラゴンフォースだ!!                 |                              | 西園悟            | 坂田純一          | 前島健一            | 山本径子                                                                         |
| 第28話  | キタキタキタァー！WBCカップ世界大会!!                |                              | 赤星政尚          | 近藤一英          | 山﨑茂              | 片岡恵美子、粟井重紀 窪敏                                                        |
| 第29話  | ワナワナ！逮捕されたジャックナイフ!!                 |                              | 谷崎あきら        | 伊藤達文          | 徐恵眞              | 丸山大勝、津熊健徳                                                               |
| 第30話  | ウェディング！人間山脈デビル・デストロイ!!           |                              | 山口亮太          | 又野弘道          | 近藤一英            | 辻浩樹、徳田拓也 高橋慶江、五月麻帆 竹谷今日子                                   |
| 第31話  | ゼータ！驚愕の機甲戦鬼!!                             |                              | 川崎ヒロユキ      | 飯田崇            | 工藤寛顕            | 波風立志                                                                         |
| 第32話  | ニャニャニャ！にゃにゃにゃにゃ!!                     |                              | 西園悟            | まつもとよしひさ  | 山崎茂              | 片岡恵美子、粟井重紀 窪敏、YU Min-Zi                                             |
| 第33話  | マジッ!?複製模倣兵器 ジェムクローン!!                |                              | 赤星政尚          | 伊藤達文          | 又野弘道            | 橋本純一、三好智志 工藤ゆき、朴昌煥 金海淑                                       |
| 第34話  | リベンジィ！虎は二度吠える!!                         |                              | 西園悟            | 冨永恒雄          | 冨永恒雄            | 松本文男                                                                         |
| 第35話  | ラストファイト！さらばアビゲール!!                   |                              | 川崎ヒロユキ      | 近藤一英 飯田崇   | 東亮佑              | 徳田拓也、辻浩樹 松本昌代、斉藤千比呂 朴昌煥、金海淑                             |
| 第36話  | ガチヤバ！必殺のオリジン・ブレイカー!!               |                              | 赤星政尚          | 川崎ゆたか        | 川崎ゆたか          | 糸島雅彦、山口光紀                                                               |
| 第37話  | ガチスゴ！超太陽竜 バルソレイユ!!                    |                              | 赤星政尚          | 坂田純一          | 山崎茂              | 片岡恵美子、粟井重紀 窪敏                                                        |
| 第38話  | オヤジッ！アジ・ダハーカの最期!!                     |                              | 山口亮太          | 山崎雄太          | 前島健一            | 山本径子                                                                         |
| 第39話  | エンドレス！黒天太陽竜 アジ・ダハーカ "ダ・エーワ"!! |                              | 谷崎あきら        | 飯田崇            | 徐恵眞              | 岡辰也、丸山大勝 山村俊了、Yu min zi Park yu mi                                  |
| 第40話  | ファイナル！WBCカップ世界大会決勝!!                  |                              | 西園悟            | まつもとよしひさ  | 工藤寛顕            | 波風立志                                                                         |
| 第41話  | ドヒャーッ！超太陽竜VS黒天太陽竜!!                   |                              | 西園悟            | 冨永恒雄          | 冨永恒雄            | 松本文男                                                                         |
| 第42話  | マジカッ！防御力20000の驚異!!                        |                              | 川崎ヒロユキ      | 飯田崇            | 鈴木裕輔            | 高橋慶江、五月麻帆 辻浩樹                                                        |
| 第43話  | ゲキトツ！龍炎寺タスクVS黒渦ガイト!?                 |                              | 赤星政尚          | 伊藤達文          | 山崎茂              | 片岡恵美子、森田実 粟井重紀                                                      |
| 第44話  | リベンジィ！ドクター・ガラの復讐!!                   |                              | 谷崎あきら        | 坂田純一          | 又野弘道            | 斉藤千比呂、奥野浩行 金海淑                                                      |
| 第45話  | マジアチィッ！ジェムクローンの心!!                   |                              | 山口亮太          | 伊藤達文          | 前島健一            | 川口弘明、西村元秀 森くるみ、桝井一平 徳川恵梨                                   |
| 第46話  | グッドラック！ウルフ最期のファイト!!                 |                              | 川崎ヒロユキ      | 坂田純一          | 又野弘道            | 徳田拓也、辻浩樹 高橋慶江、五月麻帆                                              |
| 第47話  | ガチショック！ドラゴン・ドライ驚異の力!!             |                              | 西園悟            | まつもとよしひさ  | 徐恵眞              | 丸山大勝、津熊健徳                                                               |
| 第48話  | シークレット！プロジェクトDDDの全貌!!                |                              | 赤星政尚          | 伊藤達文          | 工藤寛顕            | 橋本純一、松本昌代 金海淑、波風立志                                              |
| 第49話  | ファイッ！バディチャンピオン決定戦!!                 |                              | 赤星政尚          | 飯田崇            | 冨永恒雄            | 松本文男                                                                         |
| 第50話  | クライマックス！放て、エターナル・バルブラスター!!   |                              | 赤星政尚          | 飯田崇            | 山崎茂              | 片岡恵美子、森田実 粟井重紀、松下純子                                            |
| 第51話  | バイバイ！バル、永遠の別れ!!                         |                              | 西園悟            | まつもとよしひさ  | 川崎ゆたか 鈴木裕輔 | 辻浩樹、五月麻帆 高橋慶江、清水拓磨 金海淑                                       |
| 第4期   |                                                      |                              |                   |                   |                     |                                                                                  |
| 第1話   | 最強の魔王竜！その名はバッツ!!                       | 最强的魔王龙！ 其名为巴兹!!  | 藤田伸三          | 池田重隆          | 池田重隆            | 奥野浩行、松本昌代 舘崎大、清水陽一 糸島雅彦、五月麻帆 小沢久美子                |
| 第2話   | バッツ地球へ！超東驚大パニック!!                     | 巴兹来到地球! 超东惊大恐慌!! | 藤田伸三          | 飯田崇            | 山崎茂              | 片岡恵美子、森田実 粟井重紀                                                      |
| 第3話   | ノーダメージファイター！大宇宙カナタ!!               | 无伤斗士! 大宇宙彼方!!       | 川崎裕之          | もりたけし        | 安部元宏            | 徳田拓也、辻浩樹 高橋慶江、清水拓磨 金海淑                                       |
| 第4話   | ワールドバディマスターズ開幕！                       | 异世界搭档大师赛开幕!        | 三浦浩児          | 池田重隆          | 工藤寛顕            | 森下智恵、山内亜紀 奥野浩行                                                      |
| 第5話   | トラになれ！ノボル、最後のファイト!!                 |                              | 青木由香          | まつもとよしひさ  | 前島健一            | 山本径子、佐賀野桜子 桝井一平                                                    |
| 第6話   | 最強戦艦サツキ発進！攻撃目標はバッツ!!               |                              | 青木由香          | まつもとよしひさ  | 徐恵眞              | 丸山大勝                                                                         |
| 第7話   | ガイトか!?海道か!?迫る死の宣告!!                     |                              | 川崎ヒロユキ      | 飯田崇            | 山崎茂              | 片岡恵美子、山田太郎 竹内アキラ                                                  |
| 第8話   | 恐怖の奇襲！バッツ絶体絶命!!                         |                              | 藤田伸三          | 工藤寛顕          | 安部元宏            | 辻浩樹、萩原省智 菊田裕司、徳田拓也 金海淑、神龍                                 |
| 第9話   | ガイトVSカナタ！運命の必殺シュート!!                 |                              | 青木由香          | もりたけし        | 又野弘道            | 奥野浩行、山田太郎                                                               |
| 第10話  | 決勝戦！ワールドナンバー1は誰だ!!                    |                              | 三浦浩児          | 伊藤達文          | 鈴木裕輔            | 萩原省智、辻浩樹 高橋慶江、清水拓磨                                              |
| 第12話  | Cの支配者！ギアゴッドVII!!                           |                              | 川崎ヒロユキ      | 池田重隆          | 東亮佑              | 奥野浩行、辻浩樹 徳田拓也、金海淑                                                |
| 第13話  | ウィズダムの恐るべき陰謀！怒れバッツ!!               |                              | 藤田伸三          | 池田重隆          | 山崎茂              | 片岡恵美子、山田太郎                                                             |
| 第14話  | 激闘の果てに…牙王死す!!                              |                              | 藤田伸三          | 飯田崇            | 神原敏昭            | 丸山大勝、中澤勇一 冨田佳亨、津熊健徳 仁井宏隆                                   |
| 第15話  | トイレの恐怖！相棒学園はオバケだらけ!?               |                              | 青木由香          | 阿部雅司          | 深瀬重              | 奥野浩行、辻浩樹 金海淑                                                          |
| 第16話  | 牙王inタスク！二人で一人の×天バスター!!              |                              | 川崎ヒロユキ      | 工藤寛顕          | 又野弘道            | 服部一郎、佐野陽子 山口光紀、橋本純一 舘崎大、糸島雅彦 鶴元慎子、小沢久美子      |
| 第17話  | タイムリミット！牙王が消滅する日!!                   |                              | 三浦浩児          | もりたけし        | 鈴木裕輔            | 辻浩樹、清水拓磨                                                                 |
| 第18話  | 天国？地獄？ぶんぶく師匠とデカたぬき!!               |                              | 冨岡淳広          | 坂田純一          | 山崎茂              | 片岡恵美子、山田太郎 竹内アキラ                                                  |
| 第19話  | 合宿スタート！復活の×天バスター!!                    |                              | 藤田伸三          | 西嶋克彦          | 東亮佑              | 奥野浩行、高橋慶江 辻浩樹、徳田拓也                                              |
| 第20話  | 死神VS死の宣告！運命の第三ターン!!                   |                              | 川崎ヒロユキ      | まつもとよしひさ  | 徐恵眞              | 岡辰也、中澤勇一 津熊健徳、齋藤香織 高波裕太、曽根亜矢子 佐藤桂                  |
| 第21話  | タッグマッチ！すれ違うカナタとアトラ!!               |                              | 青木由香          | 高田耕一          | 鈴木裕輔            | 辻浩樹、清水拓磨 五月麻帆、堀光明 金海淑                                         |
| 第22話  | 牙王とバッツ！星空の誓い!!                           |                              | 藤田伸三          | もりたけし        | 山崎茂              | 片岡恵美子、山田太郎                                                             |
| 第23話  | バッツ逆天！雷帝フォーメーション完成!!               |                              | 冨岡淳広          | 飯田崇            | 工藤寛顕            | 斉藤千比呂、松本昌代 大野洋美、清水陽一 橋本純一、金海淑 小沢久美子              |
| 第24話  | 逆天殺！闘技のブルータル!!                           |                              | 三浦浩児          | 工藤寛顕          | 深瀬重              | 奥野浩行、徳田拓也 金海淑                                                        |
| 第25話  | 誕生！逆天の黒死竜!!                                 |                              | 川崎ヒロユキ      | 柳沢テツヤ        | 神原敏昭            | 丸山大勝                                                                         |
| 第26話  | 師匠VSウィズダム！衝撃のギアゴッドVIII!!             |                              | 青木由香          | もりたけし        | 東亮佑              | 辻浩樹、徳田拓也 清水拓磨、奥野浩行 金海淑                                       |
| 第27話  | 集結！雷帝軍!!                                       |                              | 藤田伸三          | まつもとよしひさ  | 山崎茂              | 片岡恵美子、山田太郎                                                             |
| 第28話  | 逆天VS逆天殺 放て！×天アルティメットバスター!!       |                              | 冨岡淳広          | 飯田崇            | 鈴木裕輔            | 奥野浩行、五月麻帆 辻浩樹、堀光明                                                |
| 第29話  | パパパンダ来襲！さらば ちびパンダ!!                  |                              | 川崎ヒロユキ      | もりたけし        | 徐恵眞              | 津熊健徳、久保光照 中澤勇一、岡辰也 丸山大勝、朝岡卓矢 仁井宏隆、飯塚葉子 佐藤桂 |
| 第30話  | 無限斬撃！降魔王剣 レヴァンティン!!                  |                              | 藤田伸三          | 池田重隆          | 工藤寛顕            | 橋本純一、松本昌代 清水陽一、奥野浩行 金海淑                                     |
| 第31話  | パーフェクトスルーファイター！気毒スルー!!           |                              | 青木由香          | まつもとよしひさ  | 東亮佑              | 辻浩樹、徳田拓也 高橋慶江、清水拓磨 堀光明、橋本純一 金海淑                      |
| 第32話  | 迫る魔剣！ケイセツの逆天殺!!                         |                              | 冨岡淳広          | 飯田崇            | 山崎茂              | 片岡恵美子、山田太郎                                                             |
| 第33話  | 逆天の力！天晶竜アルドアトラ!!                       |                              | 藤田伸三          | もりたけし        | 深瀬重              | 奥野浩行、斉藤大輔 堀光明、金海淑                                                |
| 第34話  | ガイトVS人工知能！爆裂のミニギアゴッド!!             |                              | 川崎ヒロユキ      | 川崎ゆたか        | 神原敏昭            | 丸山大勝                                                                         |
| 第35話  | ケイセツに届け！カナタの新必殺シュート!!             |                              | 三浦浩児          | まつもとよしひさ  | 鈴木裕輔            | 奥野浩行、五月麻帆 清水拓磨、萩原省智 堀光明                                     |
| 第36話  | Cの超越者！ギアゴッド ver.Ø99!!                      |                              | 藤田伸三          | 飯田崇            | 山崎茂              | 片岡恵美子、山田太郎                                                             |
| 第37話  | ギアゴッドの逆天殺！追いつめられた牙王!!             |                              | 川崎ヒロユキ      | 坂田純一          | 工藤寛顕            | 奥野浩行、清水陽一 小沢久美子、橋本純一 金海淑                                   |
| 第38話  | 掴め！逆天を超える力!!                               |                              | 青木由香          | もりたけし        | 東亮佑              | 奥野浩行、辻浩樹 徳田拓也、清水拓磨 阿部可奈子、金海淑                           |
| 第39話  | 友情の雷帝軍！ギアゴッド反乱!?                       |                              | 冨岡淳広          | 高橋秀弥          | 徐恵眞              | 山村俊了、津熊健徳 朝岡卓矢、野道佳代                                            |
| 第40話  | 新たなバディ！機械じかけの太陽番長!!                 |                              | 川崎ヒロユキ      | まつもとよしひさ  | 深瀬重              | 奥野浩行、斉藤千比呂 橋本純一、辻浩樹 金海淑                                     |
| 第41話  | 牙王VSカオス牙王！機神フォーメーション完成!!         |                              | 三浦浩児          | 池田重隆          | 鈴木裕輔            | 小沢久美子、鈴木裕輔 萩原省智、辻浩樹 五月麻帆、櫻井拓郎 岡本達明、清水拓磨      |
| 第42話  | バディ解散！さらばバッツ!!                           |                              | 青木由香          | もりたけし        | 山崎茂              | 片岡恵美子、山田太郎                                                             |
| 第43話  | 轟天覇王竜！バールバッツ・ドラグロイヤー!!           |                              | 藤田伸三          | 飯田崇            | 神原敏昭            | 丸山大勝                                                                         |
| 第44話  | 見よ！これがバッツの大逆天だ!!                       |                              | 藤田伸三          | 飯田崇            | 又野弘道            | 奥野浩行、小沢久美子 金海淑                                                      |
| 第45話  | 都市伝説ロボ？ハナコWC降臨!!                         |                              | 青木由香          | 阿部雅司 池田重隆 | 東亮佑              | 辻浩樹、清水拓磨 櫻井拓郎、金海淑                                                |
| 第46話  | 輝け！逆天星竜ジャックナイフ!!                       |                              | 冨岡淳広          | まつもとよしひさ  | 山崎茂              | 片岡恵美子、山田太郎                                                             |
| 第47話  | 神を超える力！究極に至るカオス!!                     |                              | 川崎裕之          | 川崎ゆたか        | 加藤顕              | 奥野浩行、橋本純一 金海淑                                                        |
| 第48話  | 牙王VSケイセツ！帰ってきたカオススリー!!             |                              | 藤田伸三          | 坂田純一          | 村山靖              | 岡辰也、山村俊了 粟井重紀                                                        |
| 第49話  | ウィズダムの野望！恐怖のアップグレード宣言!!         |                              | 藤田伸三          | 飯田崇            | 萩原省智 鈴木裕輔   | 奥野浩行、萩原省智 辻浩樹、櫻井拓郎 清水拓磨                                     |
| 第50話  | 最終計画始動！カオス化する世界!!                     |                              | 川崎裕之          | まつもとよしひさ  | 山崎茂              | 片岡恵美子、山田太郎                                                             |
| 第51話< | 最終決戦！未門牙王VSウィズダム!!                     |                              | 冨岡淳広          | 池田重隆          | 神原敏昭            | 岡辰也、丸山大勝 粟井重紀、西村元秀 齋藤香織                                     |
| 第52話  | 勝て牙王！最後のバディファイト!!                     |                              | 藤田伸三          | 池田重隆          | 東亮佑              | 奥野浩行、辻浩樹 萩原省智、櫻井拓郎 橋本純一、金海淑                             |
| 第4.5期 |                                                      |                              |                   |                   |                     |                                                                                  |
| 第1話   | GGGカップ開催！オールスター大集合!!                  |                              | 青木由香          | 坂田純一          | 又野弘道            | 斉藤千比呂、奥野浩行 金海淑、小沢久美子                                          |
| 第2話   | 牙王VSカナタ！バッツ・ドラム・バル勢ぞろい!!         |                              | 三浦浩児          | 飯田崇            | 山崎茂              | 山田太郎                                                                         |
| 第3話   | ラスボス総進撃！ワルモノは誰だ!!                     |                              | 川崎裕之          | まつもとよしひさ  | 加藤顕              | 小川一郎、金海淑                                                                 |
| 第4話   | パル子がバブ〜っ！牙王、初めての実況!!               |                              | 川崎裕之          | 工藤寛顕          | 徐恵眞              | 岡辰也、山村俊了 粟井重紀、冨田佳亨                                              |
| 第5話   | 燃えよノボル！涙のガチンコファイト!!                 |                              | 青木由香          | もりたけし        | 鈴木裕輔            | 奥野浩行、辻浩樹 五月麻帆、櫻井拓郎                                              |
| 第6話   | 壮絶！煉獄騎士VS創世の超竜神!!                       |                              | 冨岡淳広          | 飯田崇            | 山崎茂              | 山田太郎、片岡恵美子                                                             |
| 第7話   | 宿命の対決！未門牙王VS龍炎寺タスク!!                 |                              | 青木由香          | 川崎ゆたか        | 川崎ゆたか          | 高橋慶江、櫻井拓郎 金海淑                                                        |
| 第8話   | またな！太陽番長よ永遠に!!                           |                              | 藤田伸三 川崎裕之 | 飯田崇            | 池田重隆            | 小沢久美子、奥野浩之 小島えり、斉藤千比呂 五月麻帆、金海淑                       |

第2辑
| !話數    | 日文標題                                                        | 中文標題）          | 劇本         | 分鏡             | 演出              | 作畫監督                                                                | 日本播出日期  |
| -------- | --------------------------------------------------------------- | ------------------- | ------------ | ---------------- | ----------------- | ----------------------------------------------------------------------- | ------------- |
| 第1話    | 闘いの神！ガルガンチュア・ドラゴン!!                            | 战斗之神! 巨神龙!!  | 川崎ヒロユキ | 加戸誉夫         | 小谷野竜成        | 水野辰也、新井達也                                                      | 2018年 6月2日 |
| 第2話    | 友情対決！友牙VSランマ!!                                        | 友情对决!友牙VS兰玛 | 川崎ヒロユキ | 羽原久美子       | 神谷望夢          | 佐々木萌                                                                | 6月9日        |
| 第3話    | 激突！遊びの神VS勉強の神!!                                      |                     | 川崎ヒロユキ | 大槻敦史         | 土屋康郎          | はしもとかつみ、渡邊一平太                                              | 6月16日       |
| 第4話    | 転校生はスポーツの神！                                          |                     | 川崎ヒロユキ | 阿部雅司         | 阿部雅司          | 白井瑶子、芳山優                                                        | 6月23日       |
| 第5話    | ついにスタート！ABCカップ!!                                     |                     | 川崎ヒロユキ | 川崎豊           | 神原敏昭          | 粟井重紀、津熊健徳 仁井宏隆、岸本誠司                                   | 6月30日       |
| 第6話    | ランマ猛攻！勝つのはオレだぜィ!!                                |                     | 藤田伸三     | 加戸誉夫         | 神谷望夢          | 小見川美穂                                                              | 7月7日        |
| 第7話    | おとぎの国のメル！解き放て、スバル様の呪い！                    |                     | 青木由香     | 工藤寛顕         | 山崎茂            | 片岡恵美子、山田太郎 新井達也                                           | 7月14日       |
| 第8話    | 降臨！光の電神アマテラス!!                                      |                     | 川崎ヒロユキ | 大槻敦史         | 菱川直樹          | 門智昭、永田正美 柏木信弘、向山祐治 新井達也、小沢久美子                | 7月21日       |
| 第9話    | 守れ平和を！銀河超人コスモマン!!                                |                     | 川崎ヒロユキ | 高橋順           | 深瀬重            | 萩原省智、辻浩樹 櫻井拓郎、金海淑 岸本誠司、小沢久美子                  | 7月28日       |
| 第10話   | 果たせリベンジ！友牙VSスバル!!                                  |                     | 川崎ヒロユキ | もりたけし       | 小谷野竜成        | 白井瑶子、芳山優                                                        | 8月4日        |
| 第11話   | ABCカップ決勝！友牙VSマサト!!                                   |                     | 藤田伸三     | 川崎豊           | 神谷望夢          | 小見川美穂                                                              | 8月11日       |
| 第12話   | 学園最強は誰だ!?勝利を決めるカード！                            |                     | 青木由香     | 大槻敦史         | 加藤顕            | 萩原省智、辻浩樹 清水拓磨、櫻井拓郎 金海淑、金振英 岸本誠司、小沢久美子 | 8月18日       |
| 第13話   | ロストワールド！凶乱魔竜ヴァニティ・骸・デストロイヤー!! -前編- |                     | 川崎ヒロユキ | まつもとよしひさ | 山崎茂            | 新井達也、大河原晴男 片岡恵美子、山田太郎 岸本誠司、小沢久美子          | 8月25日       |
| 第14話   | ロストワールド！凶乱魔竜ヴァニティ・骸・デストロイヤー!! -後編- |                     | 川崎ヒロユキ | 阿部雅司         | 阿部雅司          | 新井達也                                                                | 9月1日        |
| 第15話   | 強くなれ友牙！新たなるスタート!!                                |                     | 青木由香     | 勝亦祥視         | 神谷望夢          | 小見川美穂                                                              | 9月8日        |
| 第16話   | ショップ予選開始！侍VS忍者!!                                    |                     | 藤田伸三     | 神谷純           | 横山広行          | はしもとかつみ、岸本誠司 小沢久美子                                     | 9月15日       |
| 第17話   | チェックメイト！勉強の神VSチェスの天才!!                        |                     | 川崎ヒロユキ | 大槻敦史         | 鈴木裕輔          | 辻浩樹、徳田拓也 清水拓磨、櫻井拓郎 瀧澤茉夕                            | 9月22日       |
| 第18話   | 新たな仲間？悪くないダ★ダーン!?                                 |                     | 川崎ヒロユキ | 高橋順           | 高橋順            | 白井瑶子、芳山優 橋本純一                                               | 9月29日       |
| 第19話   | 乱魔チャンネル開設!?ロストワールド再び！                        |                     | 川崎ヒロユキ | 勝亦祥視         | 神谷望夢          | 小見川美穂                                                              | 10月6日       |
| 第20話   | 狙いはミコ！奪われたネコ!?                                      |                     | 青木由香     | もりたけし       | 山崎茂            | 大河原晴男、片岡恵美子 山田太郎、梁世挺                                 | 10月13日      |
| 第21話   | 友牙とバンジョウ！炎のファイト!!                                |                     | 藤田伸三     | 神谷純           | 小谷野竜成        | 岸本誠司、新井達也                                                      | 10月20日      |
| 第22話   | マサトかカネサダか！ショップ予選ファイナル!!                    |                     | 川崎ヒロユキ | 大平直樹         | 深瀬重            | 辻浩樹、清水拓磨 櫻井拓郎、岸本誠司 小沢久美子、舘崎大                  | 10月27日      |
| 第23話   | 二次予選スタート！乱魔からの挑戦状!!                            |                     | 川崎ヒロユキ | 勝亦祥視         | 神谷望夢          | 小見川美穂、佐々木萌                                                    | 11月3日       |
| 第24話   | 魔法使いガルガ！マジックワールドのファイト!!                    |                     | 藤田伸三     | 阿部雅司         | 阿部雅司          | 白井瑶子、芳山優 斉藤千比呂                                             | 11月10日      |
| 第25話   | ロスト第三のファイター！最強竜現る!!                            |                     | 青木由香{）  | もりたけし       | 山崎茂            | 大河原晴男、片岡恵美子 山田太郎、梁世挺                                 | 11月17日      |
| 第26話   | 新たなるロストの仲間                                            |                     | 川崎ヒロユキ | 高橋順           | 高橋順            | 岸本誠司、橋本純一 しまだひであき、高橋渚 スタジオマスケット            | 11月24日      |
| 第27話   | 絆竜団誕生秘話！強くなれアギト!!                                |                     | 青木由香     | 勝亦祥視         | 神谷望夢          | 小見川美穂、佐々木萌                                                    | 12月1日       |
| 第28話   | 一撃必勝！モード・ガトリング!!                                  |                     | 川崎ヒロユキ | まつもとよしひさ | 横山広行          | はしもとかつみ、岸本誠司                                                | 12月8日       |
| 第29話   | ボクだってやるぞ！バディファイト!!                              |                     | 川崎ヒロユキ | 加戸誉夫         | 松島弘明          | 新井達也、小沢久美子 岩岡優子                                           | 12月15日      |
| 第30話   | 勝つのはどっちだ!?スバルVSマサト!!                              |                     | 藤田伸三     | もりたけし       | 山崎茂            | 大河原晴男、山田太郎 梁世挺、岸本誠司                                   | 12月22日      |
| 第31話   | 秩序の守護者 花園エデン                                         |                     | 川崎ヒロユキ | 勝亦祥視         | 神谷望夢          | 小見川美穂、佐々木萌                                                    | 2019年 1月5日 |
| 第32話   | 大進化！凶乱魔神竜ヴァニティ・刻・デストロイヤー!!              |                     | 藤田伸三     | 神谷純           | 小谷野竜成        | 白井瑶子、芳山優                                                        | 1月12日       |
| 第33話   | 黒渦ライト！運命の闘い!!                                        |                     | 青木由香     | 大槻敦史         | 東亮佑            | 辻浩樹、清水拓磨 櫻井拓郎、金海淑 小沢久美子                            | 1月19日       |
| 第34話   | ダ★ダーン反乱！禁断のクーデター!!                               |                     | 川崎ヒロユキ | もりたけし       | 山崎茂            | 大河原晴男、梁世挺 山田太郎、新井達也                                   | 1月26日       |
| 第35話   | ガルガ大進化！発動!!神G・EVO!!!                                 |                     | 川崎ヒロユキ | 勝亦祥視         | 神谷望夢          | 小見川美穂、佐々木萌                                                    | 2月2日        |
| 第36話   | アンハッピー！乱魔VS怨巳矢レイ!!                                |                     | 藤田伸三     | 阿部雅司         | 阿部雅司          | 岸本誠司、新井達也                                                      | 2月9日        |
| 第37話   | 最終決戦！マサトVS大志郎!!                                      |                     | 青木由香     | 神谷純           | 横山広行          | はしもとかつみ、岸本誠司 新井達也                                       | 2月16日       |
| 第38話   | もどれ友よ！願いを込めたキャスト!!                              |                     | 川崎ヒロユキ | 大槻敦史         | 山崎茂            | 新井達也、堀たえ子 大河原晴男、梁世挺 山田太郎                          | 2月23日       |
| 第39話   | 神ファイターだヨ！全員集合!!                                    |                     | 青木由香     | 勝亦祥視         | 神谷望夢          | 小見川美穂、佐々木萌                                                    | 3月2日        |
| 第40話   | 凶乱魔骸神竜ヴァニティ・終・デストロイヤー！                    |                     | 藤田伸三     | 高橋順           | 高橋順            | 白井瑶子、芳山優                                                        | 3月9日        |
| 第41話   | 誰が使う？対ロスト兵器！                                        |                     | 川崎ヒロユキ | 大槻敦史         | 粟井重紀          | 杉田葉子、松崎嘉克                                                      | 3月16日       |
| 第42話   | 決勝戦！友牙VS乱魔!!                                            |                     | 川崎ヒロユキ | もりたけし       | 神谷望夢          | 小見川美穂、佐々木萌                                                    | 3月23日       |
| 第43話   | 放て！神創乱牙ガルガンチュア・パニッシャー!!                    |                     | 川崎ヒロユキ | 加戸誉夫         | 加戸誉夫 松島弘明 | 新井達也、岸本誠司 堀たえ子                                             | 3月30日       |
| 第44話） | 神必見！バディカード大百科・その一！                            |                     | 川崎ヒロユキ | 加戸誉夫         | 加戸誉夫          | はっとりますみ                                                          | 4月6日        |
| 第45話   | 神必見！バディカード大百科・その二！                            |                     | 川崎ヒロユキ | 加戸誉夫         | 加戸誉夫          | はっとりますみ                                                          | 4月13日       |
| 第46話   | 神必見！バディカード大百科・その三！                            |                     | 川崎ヒロユキ | 加戸誉夫         | 加戸誉夫          | はっとりますみ                                                          | 4月20日       |
| 第47話   | 神必見！バディカード大百科・その四！ さらば友よ また会う日まで  |                     | 川崎ヒロユキ | 加戸誉夫         | 加戸誉夫          | はっとりますみ                                                          | 4月27日       |

### 播放電視台
| 愛知電視台、東京電視網 星期六 08:00－08:30 節目 | 愛知電視台、東京電視網 星期六 08:00－08:30 節目 | 愛知電視台、東京電視網 星期六 08:00－08:30 節目 |
| ----------------------------------------------- | --- | ----------------------------------------------- |
|                                                 | 未來卡片 戰鬥夥伴 （2014年1月4日－2015年4月4日） ↓ 未來卡片 戰鬥夥伴100 （2015年4月11日－2016年3月26日） ↓ 未來卡片 戰鬥夥伴DDD （2016年4月2日－2017年3月25日） ↓ 未來卡片 戰鬥夥伴X （2017年4月1日-2018年5月26日） ↓ 未來卡片 神戰鬥夥伴 （2018年6月2日-2019年4月27日） |                                                 |
| Vangua道 第2期                                  | 卡片战斗!! 先导者（续·高中生篇） |                                                 |

| MOMO親子台 星期日 18:00－18:30 節目 2015年1月25日－5月31日 17:00－17:30 2015年6月7日－8月30日 23:30－00:00 2015年9月6日起 06:00－06:30 | MOMO親子台 星期日 18:00－18:30 節目 2015年1月25日－5月31日 17:00－17:30 2015年6月7日－8月30日 23:30－00:00 2015年9月6日起 06:00－06:30 | MOMO親子台 星期日 18:00－18:30 節目 2015年1月25日－5月31日 17:00－17:30 2015年6月7日－8月30日 23:30－00:00 2015年9月6日起 06:00－06:30 |
| --- | --- | --- |
| | 戰鬥夥伴 第1期 （2014年7月6日－2015年9月20日）                                                                                         | |
| 奇天烈大百科 重播 | 動物大明星 重播，第二季 | |

## 備註
1. ↑  以MOMO亲子台（第一期）和中国大陆字幕组(第二期和第四期)为准
2. ↑  以中國大陸騰訊視頻為標題，以播放時所顯示的字幕為準。
3. ↑  曾被误标记为川崎裕之
4. ↑  以下集数为总集篇

## 外部連結
- （日語）「未來卡片 戰鬥夥伴」公式ポータルサイト （页面存档备份，存于）
- （英文）Future Card Buddyfight Official website （页面存档备份，存于）
- （日語）電視動畫《未來卡片 戰鬥夥伴》（東京電視台） （页面存档备份，存于）
- （日語）電視動畫《未來卡片 戰鬥夥伴》（愛知電視台） （页面存档备份，存于）
- （日語）【公式】戰鬥夥伴開發局的X（前Twitter）
- （英文）未來卡片 戰鬥夥伴的Facebook專頁